# Vince Grella
Vince Grella (Melbourne, 1979. november 5. –) ausztrál labdarúgó, védekező középpályás. Teljes neve Vincenzo Grella, amelyből jól látható olasz származása.

## Olaszország
Miután Ausztráliában elkezdett futballozni, 1998-ban, vagyis alig néhány év után felmenői hazájába, Olaszországba került. Az akkor még első osztályú Empoli szerződtette, azonban Grella érkezése után a csapat első szezonjában rögtön kiesett a másodosztályba. Grella első meccsét a Juventus ellen játszotta, ahol Zinédine Zidane fogását bízták rá. A meccs végül 0–0-s döntetlennel zárult. Az Empoli kiesése után Ternibe került, ahol két évig játszott. 2003-ban egyre többet pedzegették, hogy Grella eligazol Empoliból. Sokan az AC Milant tippelték befutónak, azonban a győztes végül a Parma lett.
A 2006-07-es szezonban már Grella volt a Parma csapatkapitánya, és nagy szerepe volt abban, hogy a csapatnak már a második egymást követő szezonban sikerült elkerülnie a kiesést. Jó teljesítményének köszönhetően nagyobb olasz csapatok is felfigyeltek rá, így 2007 nyarán egy hároméves szerződés keretein belül a Torino játékosa lett. Az átigazolás ingyen történt, ugyanis Grella szerződése lejárt Parmában. Bár egyetlen torinói szezonjában sokat volt sérült, amikor bevethető volt, általában kezdőként számítottak rá. Egyetlen gólja egy ollózáshoz hasonlító mozdulatból született a Fiorentina ellen, amelyet a hónap gólja-címre is jelöltek januárban.

## Anglia
2008 nyarán négy éve Angliába, a Blackburn Rovershez szerződött, 4,2 millió euró ellenében. Egy válogatottbeli csapattársával, Brett Emertonnal is együtt játszhatott. Első összecsapását a West Ham elleni 4–1-es vereség alkalmával játszotta. Grella adta a gólpasszt az egyetlen Blackburn-gól előtt, majd a szünetben egy sérülés miatt Keith Andrews állt be a helyére. Emiatt a sérülés miatt egy hónapot ki kellett hagynia, de első hazai meccsén, rögtön a visszatérése után a meccs legjobbjának választották.
A következő három év rendkívül frusztráló volt a Rovers-szurkolók és Grella számára is. A csapat nem teljesített igazán jól, Grella pedig rengeteget volt sérült ebben az időszakban. A 2010-11-es idénytől kezdve a Blackburn nyíltan azon volt, hogy eladja Grellát. Grella sérülései miatt egyetlen komoly ajánlat sem érkezett más csapatoktól, így a csapatnak meg kellett várnia, amíg lejár a szerződése. Utolsó előtti évében mindössze két találkozón tudott játszani, de az utolsó szezonban is csak hétszer léphetett pályára.

## A hazatérés
2012 októberében Grella egyéves kontraktust írt alá a Melbourne Hearttal. A klubváltás előtt Grella elmondta, hogy inkább Olaszországban szeretett volna játszani, de csak az ausztrál lehetőség adódott, amelynél végül a korábbi csapattárs John Aloisi meggyőzése miatt döntött végül az igen mellett. Később, akkor már két hónappal a szerződés megkötése után Grella még mindig sérülésekkel küszködött, és végül csak egy meccsen tudta segíteni a Melbourne-t. Első, és mint később kiderült, utolsó meccsére a Western Sydney Wanderers ellen került sor, ahol a hatvannyolcadik percben állt be, csereként. Mivel ezen az összecsapáson is megsérült, úgy döntött, azonnali hatállyal visszavonul.

### A válogatottban
Az U23-as nemzeti csapattal részt vett a sydneyi olimpián. Első felnőttmeccsére 2003-ban, egy Anglia elleni barátságos meccsen került sor, melyet a „Socceroos” 3–1-re megnyert az angolok ellen, ráadásul idegenben. Grella játszott azon a két pótselejtezős meccsen Uruguay ellen, ahol az ausztrál válogatott harminckét év után először jutott ki világbajnokságra.
2006 november 30-án Grella csapatkapitányként vezethette ki a válogatottat Ghána ellen. Grella karrierje végén végül negyvenhat válogatott összecsapásnál állt meg.

## Pályafutása statisztikái
| Klub                 | Szezon             | Osztály            | Bajnokság | Bajnokság | Bajnokság | Kupa  | Kupa | Kupa     | Nemzetközi | Nemzetközi | Nemzetközi | Összesen | Összesen | Összesen |
| Klub                 | Szezon             | Osztály            | Meccs     | Gól       | Gólpassz  | Meccs | Gól  | Gólpassz | Meccs      | Gól        | Gólpassz   | Meccs    | Gól      | Gólpassz |
| -------------------- | ------------------ | ------------------ | --------- | --------- | --------- | ----- | ---- | -------- | ---------- | ---------- | ---------- | -------- | -------- | -------- |
| Canberra Cosmos      | 1996–97            | NSL                | 14        | 1         | 0         | 0     | 0    | 0        | 0          | 0          | 0          | 14       | 1        | 0        |
| Carlton              | 1997–98            | NSL                | 23        | 1         | 0         | 0     | 0    | 0        | 0          | 0          | 0          | 23       | 1        | 0        |
| NSL összesen         | NSL összesen       | NSL összesen       | 37        | 2         | 0         | 0     | 0    | 0        | 0          | 0          | 0          | 37       | 2        | 0        |
| Empoli               | 1998–99            | Serie A            | 2         | 0         | 0         | 0     | 0    | 0        | 0          | 0          | 0          | 2        | 0        | 0        |
| Ternana (kölcsönben) | 1999-00            | Serie B            | 8         | 0         | 0         | 1     | 0    | 0        | 0          | 0          | 0          | 9        | 0        | 0        |
| Ternana (kölcsönben) | 2000–01            | Serie B            | 19        | 0         | 3         | 2     | 0    | 0        | 0          | 0          | 0          | 21       | 0        | 3        |
| Ternana (kölcsönben) | Ternana összesen   | Ternana összesen   | 27        | 0         | 3         | 3     | 0    | 0        | 0          | 0          | 0          | 30       | 0        | 3        |
| Empoli               | 2001–02            | Serie A            | 3         | 0         | 0         | 4     | 0    | 0        | 0          | 0          | 0          | 7        | 0        | 0        |
| Empoli               | 2002–03            | Serie A            | 32        | 1         | 2         | 3     | 0    | 0        | 0          | 0          | 0          | 35       | 1        | 2        |
| Empoli               | 2003–04            | Serie A            | 25        | 0         | 1         | 3     | 1    | 0        | 0          | 0          | 0          | 28       | 1        | 1        |
| Empoli               | Empoli összesen    | Empoli összesen    | 60        | 1         | 3         | 10    | 1    | 0        | 0          | 0          | 0          | 70       | 2        | 3        |
| Parma                | 2004–05            | Serie A            | 27        | 0         | 0         | 1     | 0    | 0        | 9          | 0          | 1          | 37       | 0        | 1        |
| Parma                | 2005–06            | Serie A            | 35        | 1         | 1         | 2     | 0    | 0        | 0          | 0          | 0          | 37       | 1        | 1        |
| Parma                | 2006–07            | Serie A            | 30        | 1         | 2         | 2     | 1    | 0        | 2          | 0          | 0          | 34       | 2        | 2        |
| Parma                | Parma összesen     | Parma összesen     | 92        | 2         | 3         | 5     | 1    | 0        | 11         | 0          | 0          | 108      | 3        | 3        |
| Torino               | 2007–08            | Serie A            | 28        | 1         | 1         | 4     | 0    | 2        | 0          | 0          | 0          | 32       | 1        | 3        |
| Torino               | Torino összesen    | Torino összesen    | 28        | 1         | 1         | 4     | 0    | 2        | 0          | 0          | 0          | 32       | 1        | 3        |
| Blackburn Rovers     | 2008–09            | Premier League     | 17        | 0         | 1         | 2     | 0    | 0        | 0          | 0          | 0          | 19       | 0        | 1        |
| Blackburn Rovers     | 2009–10            | Premier League     | 15        | 0         | 0         | 2     | 0    | 0        | 0          | 0          | 0          | 17       | 0        | 0        |
| Blackburn Rovers     | 2010–11            | Premier League     | 5         | 0         | 0         | 2     | 0    | 0        | 0          | 0          | 0          | 7        | 0        | 0        |
| Blackburn Rovers     | 2011–12            | Premier League     | 1         | 0         | 0         | 1     | 0    | 0        | 0          | 0          | 0          | 2        | 0        | 0        |
| Blackburn Rovers     | Blackburn összesen | Blackburn összesen | 38        | 0         | 1         | 7     | 0    | 0        | 0          | 0          | 0          | 45       | 0        | 1        |
| Melbourne Heart      | 2012–13            | A-League           | 1         | 0         | 0         | 0     | 0    | 0        | 0          | 0          | 0          | 1        | 0        | 0        |
| Karrierje összesen   | Karrierje összesen | Karrierje összesen | 283       | 6         | 11        | 24    | 2    | 2        | 11         | 0          | 1          | 318      | 8        | 14       |